# Saharanthus
Saharanthus é um género monotípico de plantas com flores pertencentes à família Plumbaginaceae. A única espécie é Saharanthus ifniensis.
A sua área de distribuição nativa encontra-se no Saara Ocidental.